# Saussurembia albicauda
Saussurembia albicauda is een insectensoort uit de familie Anisembiidae, die tot de orde webspinners (Embioptera) behoort. De soort komt voor in Panama.
Saussurembia albicauda is voor het eerst wetenschappelijk beschreven door Ross in 1992.